# Elza van den Heever
Elza van den Heever (Johannesburg, 1979) è un soprano sudafricano.

## Biografia
Nata a Johannesburg, studiò canto al San Francisco Conservatory of Music, formandosi inizialmente come mezzosoprano. Nel 2007 fu Mary Anna Custis Lee nella prima mondiale di Appomattox alla San Francisco Opera; nello stesso anno vi cantò anche come Donna Anna in Don Giovanni. L'anno dopo esordì all'Oper Frankfurt come Giorgetta ne Il tabarro.
Nel 2010 vinse il Grammy Award al miglior album di musica classica per l'incisione discografica della Sinfonia n. 8 (Mahler) diretta da Michael Tilson Thomas. Nel 2011 debuttò all'Opéra national de Paris come Fiordiligi in Così fan tutte. Nel 2012 ha esordito al Metropolitan Opera House come Elisabetta in Maria Stuarda insieme a Joyce DiDonato; dello stesso anno è il debutto all'Opera di Chicago come Armida in Rinaldo. Nel 2015 fece il suo debutto come Norma alla Grand Théâtre de Bordeaux, seguito dall'esordio alla Wiener Staatsoper come Ellen in Peter Grimes nel 2016. Nel 2018 tornò a Vienna come Elsa nel Lohengrin, mentre nel 2019 tornò a Chicago come Crisotemi in Elettra.
Nel 2022 tornò a Parigi come Crisotemi in Elettra e Salomè nell'opera di Strauss. Nel 2025 ha fatto il suo debutto al Teatro alla Scala come Sieglinde ne La valchiria e, nella stessa stagione, è tornata al Metropolitan come Salomè.

## Discografia (parziale)
- Mahler, Symphony No. 8 In E-Flat Major & Adagio from Symphony No. 10 - Tilson Thomas/San Francisco Symphony & Chorus, 2009 San Francisco Symphony

## Videografia (parziale)
- Maria Stuarda, Joyce DiDonato, Elza van den Heever, Matthew Polenzani, Matthew Rose, dir. Maurizio Benini. Erato, 2013.